# SNCB 73 sorozat
A SNCB 73 sorozat egy belga tolató dízelmozdony-sorozat. A BN gyártotta az SNCB részére. Összesen 95 db készült a mozdonysorozatból három szériában: a 7301-7335 pályaszámú mozdonyok 1965 és 1967 között, a 7336-7375 pályaszámú mozdonyok 1973 és 1974 között, a 7373-7395 pályaszámú mozdonyok pedig 1976 és 1977 között készültek el. Helyüket az SNCB 77 sorozat veszi át.